# Cultura Satsumon
A cultura Satsumon (擦文文化, Satsumon Bunka) é uma cultura arqueológica parcialmente agrícola pós-Jomon do norte de Honshu e sul de Hokkaido (700-1200 a.C.), que foi identificada como Emishi, como uma cultura mista nipo-Emishi, como os incipientes e modernos Ainus, ou como todos os três sinônimos. Ele pode ter surgido como uma fusão das culturas Yayoi-Kofun e a Jomon. A cultura Satsumon parece ter se espalhado do norte de Honshu em direção a Hokkaido, Sacalina, ilhas Curilas e o sul da península de Kamchatka, fundindo-se com ou substituindo a cultura Okhotsk nessas áreas.